# Poșta Română
Pour les articles homonymes, voir La Poste.
Poșta Română (Poste roumaine ou Compania Națională « Poșta Română » SA) est l'entreprise publique roumaine chargée de la distribution du courrier et du service postal universel.

## Histoire

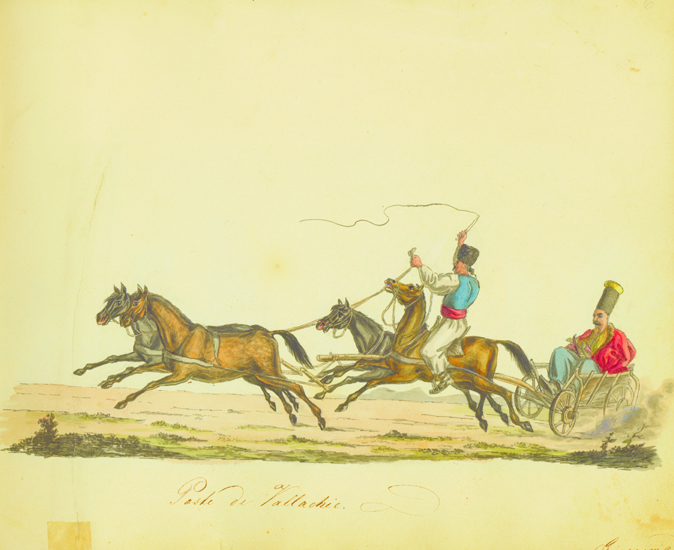
La Poste valaque, dessin d'Auguste de Henikstein, 1825

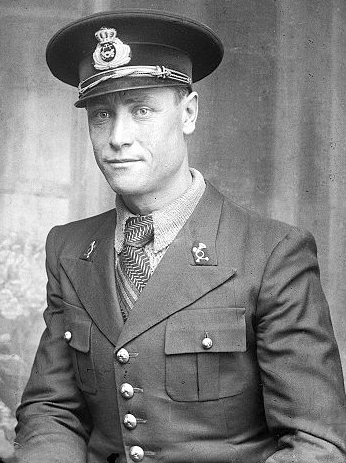
Directeur d'un bureau de poste roumain, période 1931-1941

## La Poșta Română aujourd'hui

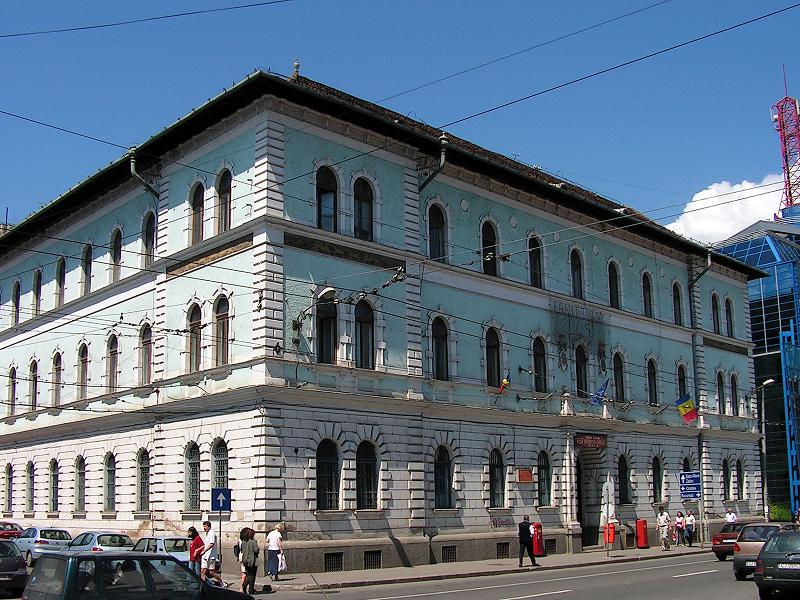
Bureau de poste principal de la ville transylvaine de Cluj.